# Vlag van Sint-Niklaas
De vlag van Sint-Niklaas werd door de gemeenteraad op 26 oktober 1979 officieel vastgesteld als de gemeentelijke vlag van de Oost-Vlaamse gemeente Sint-Niklaas. Op 9 december 1980 werd hij door het college van burgemeester en schepenen bevestigd en uiteindelijk gepubliceerd op 29 januari 1981 in het officiële Belgisch Staatsblad.
De vlag is gedeeld in een vlak van azuur links en een van goud rechts. Links toont het ook een raap in goud. De verhoudingen van de vlag zijn 2:3. Het wapen  van de stad heeft als inspiratie gediend voor de vlag. Dat is te zien aan de kleuren en de raap.
De raap is van oudsher een typisch landbouwproduct van het Waasland en dus ook van Sint-Niklaas. De rapenteelt was vroeger enorm succesvol door de zandgrond en verscheen bijgevolg op verschillende Wase vlaggen en wapens.
De vlag dat in Sint-Niklaas wordt gebruikt, toont alleen twee verticale banen van blauw en van geel.
Officieel wordt de vlag beschreven als:
Twee even lange banen van blauw en van geel met een gele raap op het blauw.

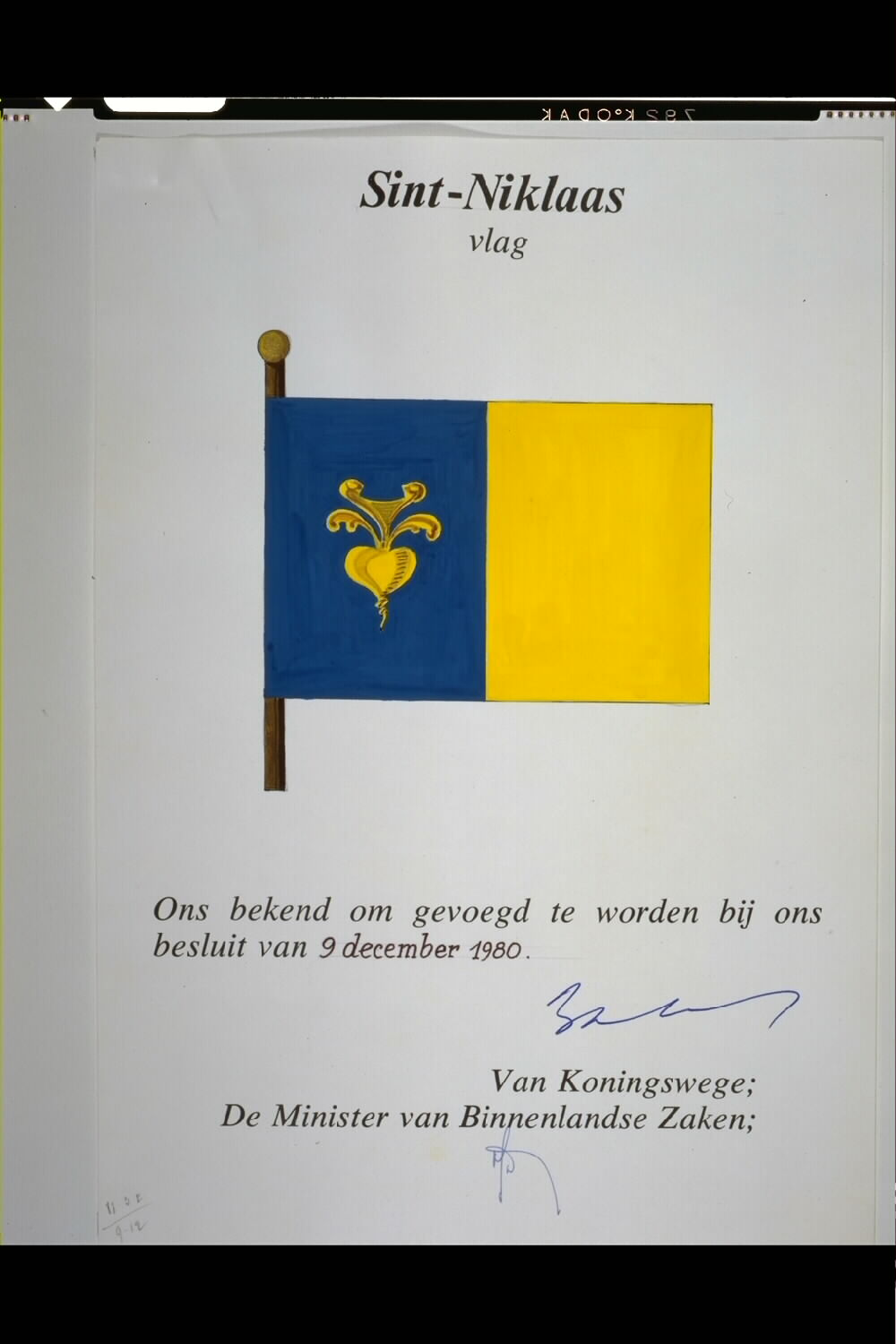
Ontwerp vlag getekend door Karel Poma
Vlag gebruikt voor de gemeente